# Stagodontidae

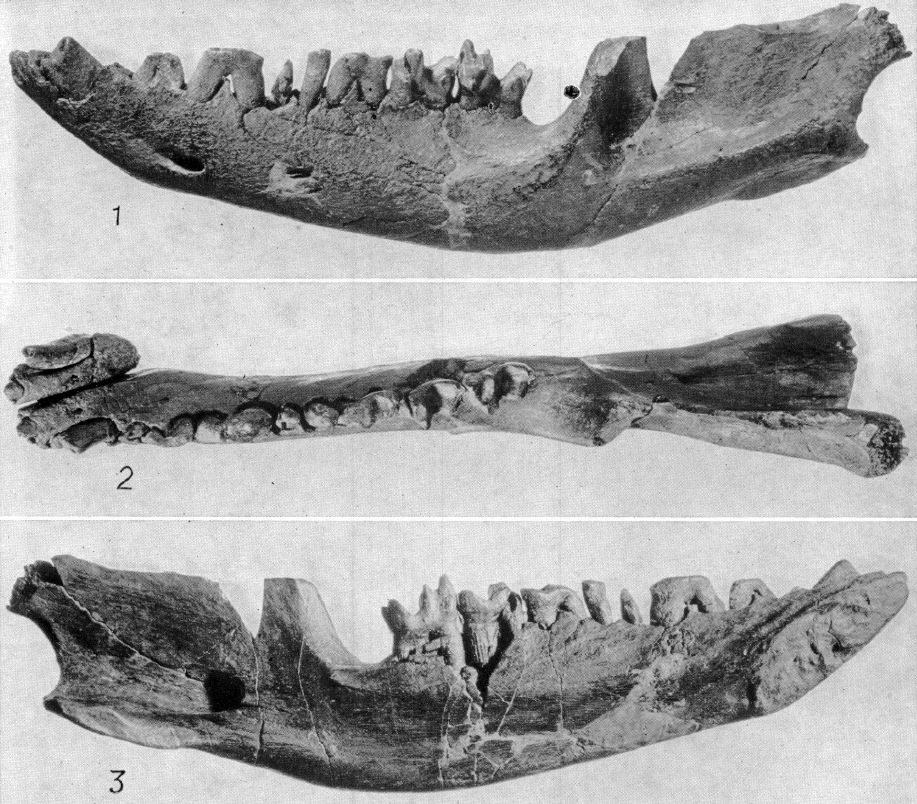
Нижняя челюсть Eodephis browni

Stagodontidae (лат.) — семейство вымерших хищных млекопитающих из клады метатериев. Их ископаемые остатки известны из верхнемеловых отложений Северной Америки. Считается, что Stagodontidae исчезли во ходе мел-палеогенового вымирания.
Представители семейства были одними из самых крупных известных меловых млекопитающих: их масса составляла от 0,4 до 2,0 кг. Одной из самых необычных особенностей Stagodontidae были их мощные премоляры, которые, как считается, служили для раздавливания раковин пресноводных моллюсков. Найденные кости туловища свидетельствуют, что эти звери, скорее всего, вели полуводный образ жизни. Когда-то считалось, что Stagodontidae родственники сумчатых саблезубых, но более поздние исследования показывают, что они принадлежат к более древней ветви метатериев, возможно, родственных Pediomyidae.

## Классификация
Семейство включает следующие вымершие роды:
- Род Didelphodon
- Род Eodelphis
- Род Fumodelphodon
- Род Hoodootherium

### Альтернативная классификация
По данным сайта Paleobiology Database, на ноябрь 2020 года к семейству относят 6 вымерших родов:
- Род Didelphodon Marsh, 1889
- Род Eobrasilia Simpson, 1947
- Род Eodelphis  Matthew, 1916
- Род Fumodelphodon Cohen, 2018
- Род Hoodootherium Cohen, 2018
- Род Pariadens Cifelli & Eaton, 1987